# Empoasca truncata
Empoasca truncata är en insektsart som beskrevs av Young 1953. Empoasca truncata ingår i släktet Empoasca och familjen dvärgstritar. Inga underarter finns listade i Catalogue of Life.